# Fotokemijski smog

## Fotosmog, fotokemijski smog
Nastaje od produkata motornih vozila: vodena para (H2O), ugljikov dioksid (CO2), ugljikov monoksid (CO), CxHy (neizgoreno gorivo), NOx, olovni spojevi.
Fotokemijski je smog mješavina primarnih i sekundarnih onečišćivača, do koje dolazi kada primarni koji se uglavnom sastoje od dušikovih oksida (uglavnom NO) i hlapljivi organski spojevi budu izloženi sunčevu zračenju. Rezultirajuća mješavina se sastoji od više od 100 spojeva među kojima su najvažniji ozon, peroksiacetilnitrat PAN, dušikovi oksidi, aldehidi, ketoni i drugi... Oni nastaju kao ispuh kod motornih vozila, sporogorećih peći, otvorenih vatri te kod izgaranja vegetacije.
Fotokemijski smog je u izravnoj vezi s masovnim prometom u velikim centrima. Kako je prvo primjećen u Americi (SAD), upravo tamo su prvo uvedene mjere zaštite.

## Razvoj fotokemijskog smoga
1.	Mora postojati izvor dušikovih oksida i hlapivih organskih spojeva. Visoke koncentracije ovih spojeva karakteristične su za industrijske zone i prometnice. Glavni izvor ovih polutanata je izgaranje goriva
2.	Razdoblje dana je važno, jer postoji izrazita dnevna promjena koncentracije pojedinih kemijskih spojeva:
Tijekom ranog jutra zbog intenzivnog prometa povećava se koncentracija dušikovog oksida NO i hlapivih organskih spojeva. 
U drugom dijelu jutra, promet se smiruje te dolazi do reakcija u kojima nastaje dušikov dioksid (NO2). 
Kako zračenje sunca postaje intenzivnije prema sredini dana, NO2 se u fotokemijskim reakcijama troši stvarajući monoatomni kisik, odnosno ozon, čija koncentracija raste. 
Istovremeno, dio NO2 reagira s hlapivim organskim spojevima stvarajući štetne spojeve poput peroksiacetilnitrata PAN. 
Smanjenjem intenziteta zračenja, u drugom dijelu dana, prestaje generiranje ozona. Preostali ozon se troši u mnogim oksidacijskim procesima.
Sve kreće iz motora automobila koji ispuštaju dušikove okside (NO i NO2 nastaju reakcijom kisika i dušika na visokoj temperaturi) i neizgorene ugljikovodike. Svjetlost kraćih valnih duljina (λ < 430 nm) razlaže dušikov dioksid na monoksid i atomski kisik:
NO2 + hν -> NO + O
Slobodni kisik s molekulskim kisikom daje ozon:
O2 + O -> O3
Ozon je vrlo aktivna molekula. Reagira s ostalim polutantima, kao naprimjer sa sumpornim dioksidom i dušikovim oksidima, prevodeći ih u sulfate, odnosno nitrate, dok organske spojeve oksidira do kraja - do organskih kiselina. Ti produkti, odnosno međuprodukti reakcije s ozonom, reagiraju međusobno dajući čitav niz organskih spojeva i radikala, što čine tzv. fotosmog. Na taj se način plinoviti polutanti polako prevode u sitne kapljice tekućine različitih dimenzija, koje su tako sitne da ostaju lebdjeti u atmosferi. Na njima se Sunčeve, pa i UV-zrake odbijaju i/ili lome te postaju vidljive u obliku bjeličaste izmaglice. Zbog disperzije svjetlosti, nebo s vremenom postaje bijele boje, kroz koju se Sunce jedva i nazire. Kroz takvu atmosferu teško da se i prodorne UV-zrake mogu probiti do površine, obično bivaju prije apsorbirane od prisutnih polutanata i/ili disperzirane na prisutnim aerosolima. Međutim, dio apsorbirane energije UV-zraka ponovo se emitira u obliku infracrvenog zračenja, odnosno topline, koje vrlo efikasno zadržavaju vrlo rašireni plinovi staklenika, naprimjer već spomenuti ozon, ugljični dioksid, metan i drugi…
NO s početka reakcije se ponovo oksidira do dioksida nizom reakcija koje uključuju ugljikovodike i produkte njihove oksidacije, molekulski kisik i reaktivne kisikove vrste (radikali OH, HO2, pobuđeni atomski kisik, ozon, vodikov peroksid...). I još je mnogo drugih reakcija u igri, kemija fotosmoga veoma je složena. Uglavnom:
- u atmosferi je povišena koncentracija dušikovih oksida, ozona, hlapljivih ugljikovodika i derivata, dušične kiseline
- produkti su otrovni i jaki oksidansi (npr. razaraju umjetne materijale)
- reakcije se odvijaju većinom preko slobodnih radikala i uz osvjetljenje - koncentracije svih zagađivala i međuprodukata izrazito ovise o temperaturi i danjem svjetlu
- u 'povoljnim' vremenskim prilikama produkti se nakupljaju i tvore izmaglicu (manje hlapljivi organski spojevi kondenziraju u sitne kapljice)
Dakle, reakcija je:
VOC + NOx + hν -> O3 + PAN + HNO3 + ...
VOC - hlapljivi organski spojevi (volatile organic compounds) ili pojednostavljeno gledano-ugljikovodici
Ozon je inače vrlo otrovan plin (premda se u medicini koristi u vrlo malim koncentracijama za olakšavanje disanja plućnim bolesnicima). Njegova otrovnost potječe iz vrlo velike oksidacijske sposobnosti, pa, umjesto da oksidira samo hemoglobin on uzrokuje i razaranje samih stanica (tkiva).
U ovim najnižim dijelovima atmosfere nastaje električnim pražnjenjima, djelovanjem svih UV-lampi, jakih izvora svijetla (fotokopiraone) i sl. znači industrijskim djelovanjem.
Ozon naravno može sudjelovati u produkciji raznih drugih plinovitih spojeva štetnih za život na Zemlji.

## Posljedice fotokemijskog smoga
iritacija očiju i dišnog sustava, korozija, ubrzano starenje materijala, smanjenje vidljivosti, zakiseljavanje tla

## Mjere za prevenciju
sniženje dopuštenih koncentracija, katalitički konvertori u vozilima, nova goriva, alternativni pogon